# Ponte de Grilly
A Ponte de Grilly ou Ponte de Bugnon é uma ponte em pedra que atravessa o rio Versoix (ou "Divonne") entre a comuna suíça de Chavannes-des-Bois e de Grilly, França.

## Origem
Ligava o País de Gex no departamento francês de Ain com o porto Lacustre de Coppet na Suiça e que existe desde 1757 

## História
Entre 1804 e 1814, Madame de Staël exilada no castelo de Coppet por ter sido banida da França por Napoleão  em 1803 - onde aliás escreveu Dix Années d'Exil (Dez Anos de Exílio)  - passava a ponte, mesmo sobre a ameaça de ser preza,  para subir ao Monte Mussy em Divonne-les-Bains para de lá desfrutar uma vista geral sobre o lago Lemano, junto ao qual vivia em Coppet, dos Alpes e em particular o Monte Branco. 